# Last Night on Earth: Live in Tokyo
Last Night on Earth: Live in Tokyo —en español: Última noche en la Tierra: En vivo en Tokyo— es un EP de la banda estadounidense de rock Green Day, grabado en Tokio, Japón, el 28 de mayo de 2009. Lanzado en Japón y iTunes el 11 de noviembre de 2009, y posteriormente como producto de importación en otros países el 1 de diciembre de 2009. Solo dos canciones («Basket Case» y «Geek Stink Breath») del EP no pertenecen al álbum 21st Century Breakdown. Además, la canción «Last Night on Earth» incluida en dicho álbum, da título al EP pero no aparece en el disco. Este llegó al puesto treinta y uno en Japón y alcanzó el 198 en el Billboard 200.

## Lista de canciones
Todas las canciones escritas y compuestas por Billie Joe Armstrong. 
| Last Night on Earth: Live In Tokyo |                                                                      |          |  |
| N.º                                | Título                                                               | Duración |  |
| 1.                                 | «21st Century Breakdown» (en vivo)                                   | 6:16     |  |
| 2.                                 | «Know Your Enemy» (Solo en la edición japonesa)                      | 3:57     |  |
| 3.                                 | «Last of the American Girls» (en vivo)                               | 3:54     |  |
| 4.                                 | «21 Guns» (en vivo)                                                  | 5:02     |  |
| 5.                                 | «American Eulogy (A. "Mass Hysteria" / B. "Modern World")» (en vivo) | 3:32     |  |
| 6.                                 | «Basket Case» (en vivo)                                              | 3:03     |  |
| 7.                                 | «Geek Stink Breath» (en vivo)                                        | 2:04     |  |